# Eupithecia owenata
Eupithecia owenata là một loài bướm đêm trong họ Geometridae.